# Zinaida Sharko
Zinaida Maximovna Sharko (em russo:  Зинаида Максимовна Шарко; Rostov, 14 de maio de 1929 – São Petersburgo, 4 de agosto de 2016) foi uma atriz de teatro e cinema russa, membro do Teatro Bolshoi Drama. Artista do Povo da URSS (1980).